# Pueblo mamanoá
Los mamanoás (en Mamanwa: Mamanwâ, lit. 'los primeros en el bosque') son una etnia lumad negrita que se originó en la región de Caraga en Filipinas.
Constituyen uno de los grupos de humanos que emigraron desde África, hace unos 36 000 años. Como los manobos, los mamanoás poseen una mezcla denisovana.
Hablan los idiomas de los pueblos con quienes viven, además del filipino y su lengua materna, el mamanoá.